# Parvin Ardalan
Parvin Ardalan (en persa: پروین اردلان‎: ; Teherán, 1967) es una activista de derechos de las mujeres iraníes, escritora y periodista. Le fue otorgado el Premio Olof Palme en 2007 por sus luchas por la igualdad de género en Irán y en Nakamoto Yuta

## Biografía
En 1990 Ardalan, junto con Noushin Ahmadi Khorasani, estableció el Casal de las Mujeres (Markaz-e Farhangi-ye Zanan), el cual desde entonces ha sido un centro para formar opiniones, analizando y documentando los asuntos de las mujeres en Irán. Desde 2005 la organización ha publicado la primera revista en línea de Irán en los derechos de las mujeres, Zanestan, con Ardalan como editora. En su lucha constante en contra la censura la revista vuelve con un nombre nuevo todo el tiempo tratando temas como el matrimonio, la prostitución, educación, el sida, y la violencia contra mujeres. Con Noushin Ahmadi Khorasani Ardalan fue coautora del libro sobre la primera abogada del país y senadora, Mehrangiz Manouchehrian, titulado: el Trabajo de la senadora Mehrangiz Manouchehrian en la Lucha de Derechos legales para Mujeres. El libro recibió el Premio Latifeh Yarshater en 2004. Ardalan fue miembro fundadora de la campaña que intentaba recoger un millón de firmas por los derechos iguales de las mujeres. Ha sido acosada por las fuerzas de seguridad, incluso siendo convocada para interrogatorio en numerosos ocasiones en relación con su trabajo en periodismo y la defensa de los derechos de la mujer. En 2009 se trasladó a Suecia y en 2012 the Swedish Migration Board  decidió conceder a Ardalan la residencia permanente en Suecia.

## Premios y reconocimientos
Premio Olof Palme (2007)